# جائزة الإمارات للطاقة
جائزة الإمارات للطاقة  تحت رعاية الشيخ محمد بن راشد آل مكتوم، نائب رئيس الدولة رئيس مجلس الوزراء حاكم دبي، يتم تنظيم «جائزة الإمارات للطاقة» مرة كل عامين بغرض التشجيع على الاستخدام الأفضل لمصادر الطاقة. وتهدف الجائزة إلى تسليط الضوء على أفضل الممارسات والأعمال الرائدة في مجال كفاءة الطاقة، والطاقة البديلة، والاستدامة، وحماية البيئة. وتكرّم الجائزة الجهود المبذولة من قبل القطاعين الخاص والعام في مجال كفاءة الطاقة ومشاريعها، وتشجيع التعليم والبحث العلمي في مجال الطاقة، كما تمنح جائزة خاصةً بالمساهمين الفاعلين في هذا القطاع. وتشكل «جائزة الإمارات للطاقة» منصة عالمية تجمع تحت مظلتها الفائزين بها وتحتفي بإنجازاتهم في مجال إدارة الطاقة والحفاظ عليها، كما تسلط الضوء على جهودهم المبذولة في كافة ميادين الطاقة لتمنحهم التقدير الذي يستحقونه. وقد انطلقت «جائزة الإمارات للطاقة» عام 2012 مع فتح باب القبول لطلبات المشاركة أمام الجهات المهتمة والأفراد. وسيشرف «المجلس الأعلى للطاقة بدبي» على إدارة الجائزة مع توليه مسؤولية مراجعة وتقييم الطلبات المقدمة واختيار الفائزين على أساسها.

## الفئات التي تتضمنها الجائزة
وتشمل الجائزة عدة فئات وهي:
1. جائزة كفاءة الطاقة للقطاع العام
2. جائزة كفاءة الطاقة للقطاع الخاص
3. جائزة مشاريع الطاقة الكبيرة
4. جائزة مشاريع الطاقة الصغيرة
5. جائزة مشاريع ربط الطاقة الشمسية بالمباني (أكثر من 500 كيلووات)
6. جائزة مشاريع ربط الطاقة الشمسية بالمباني (أقل من 500 كيلووات)
7. جائزة التعليم وبناء القدرات
8. جائزة البحوث التطبيقية وتطوير المنتجات
9. جائزة للابتكارات الشابة.

## جائزة الإمارات للطاقة بنسختها الخامسة 2023-2025
تنظم الجائزة  تحت شعار "تعزيز الحياد الكربوني" والتي تركز على الأعمال الرائدة في مجال كفاءة الطاقة وتعزيز استخدام الطاقات المتجددة في جميع أنحاء العالم.

## الفائزون بالجائزة للعام 2022
أبرز الفائزين لعام 2022 
| فئة مشاريع الطاقة                         | تطوير الطاقة المتجددة على نطاق الخدمات العامة     | محطة طاقة شمسية بقدرة 1200 ميجاوات                                    | توليد الكهرباء من النفايات العضوية                       |
| فئةكفاءة الطاقة - القطاع العام            | استراتيجية وبرامج كفاءة الطاقة                    | تحديث المباني العامة لتوفير المياه والكهرباء                          | تحديث المباني لتوفير المياه والكهرباء                    |
| فئةكفاءة الطاقة - القطاع الخاص            | تحديث ضاغط الغاز الرطب                            | المباني الصافية من الانبعاثات                                         | تحديث المباني لتقليل استهلاك المياه والكهرباء            |
| فئةالتعليم وبناء القدرات                  | نظام الطاقة المتجددة والتكنولوجيا الخضراء         | رفع الوعي العام من خلال المواد المبسطة والمنشورات                     | برامج الكفاءة الطاقية وإدارتها                           |
| فئةالبحث والتطوير                         | وحدة ضوئية كهروضوئية ديناميكية لاحتجاز الضوء      | آرك بْلَج – حل مستدام وصديق للبيئة لسوائل الحفر                         | تقنية الاسترجاع المتنقلة للكربون للمركبات                |
| فئةالطاقة الشمسية الموزعة - السعة الصغيرة | توليد الطاقة الشمسية الموزعة                      | توليد الطاقة الشمسية الموزعة                                          | توليد الطاقة الشمسية الموزعة                             |
| فئةالطاقة الشمسية الموزعة - السعة الكبيرة | توليد الطاقة الشمسية الموزعة                      | الطاقة الشمسية الموزعة على الأسطح                                     | الحرم الجامعي ذو الطاقة الصفرية - الطاقة الشمسية الموزعة |
| فئةالإبتكارات الشابة                      | مشروع استرجاع الزيت المحسن واحتجاز وتخزين الكربون | رفع الوعي وتعزيز استخدام الطاقة الشمسية في المجتمعات الريفية في الهند | نظام إدارة الطاقة في برج خليفة                           |

## روابط خارجية
الموقع الرسمي للجائزة